# Veldlathyrus
De veldlathyrus (Lathyrus pratensis) is een klimmende, vaste plant uit de vlinderbloemenfamilie (Leguminosae). De soort komt van nature voor in Eurazië. De plant groeit op bouw- en grasland, langs wegen en op dijken. Daarnaast wordt de plant gebruikt in bloemweide- en bermmengsels.
De plant wordt 30-120 cm lang en heeft kantige, gevleugelde stengels. Het geveerde blad is lancetvormig en bestaat uit één of twee paar spitse blaadjes en een eindelingse rank. De steunblaadjes hebben de vorm van een halve pijl.

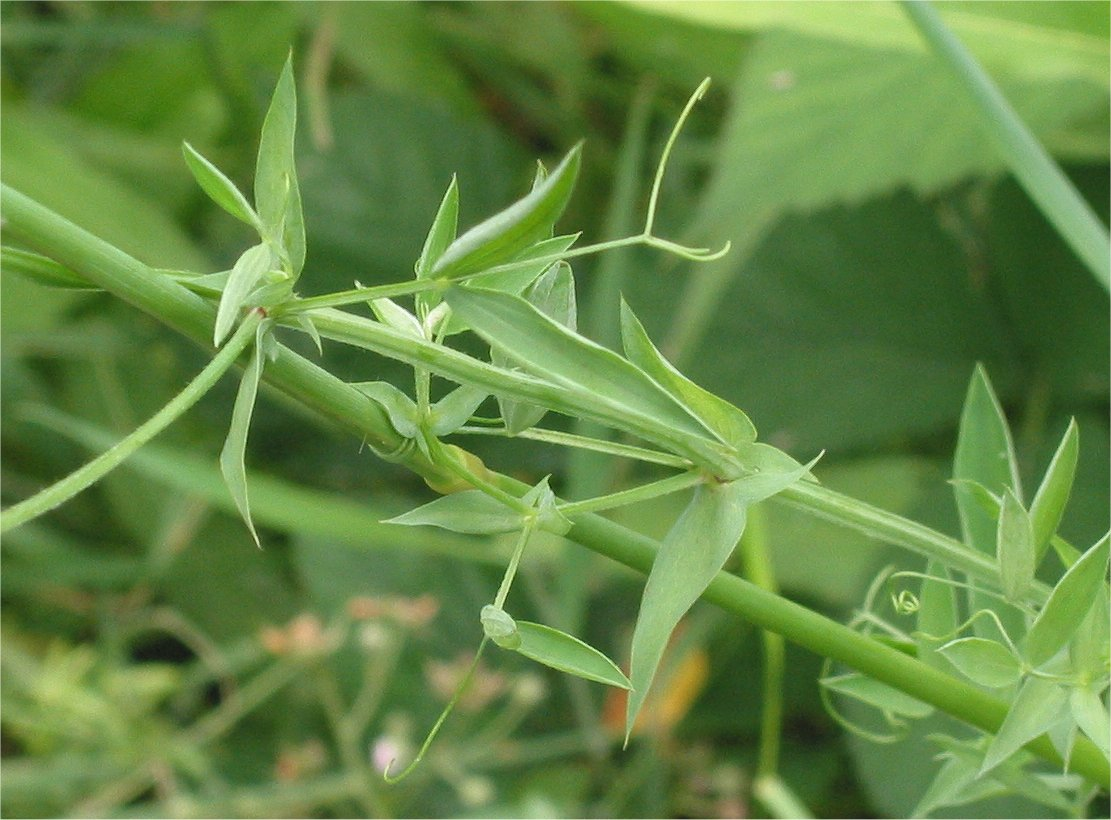
Stengel

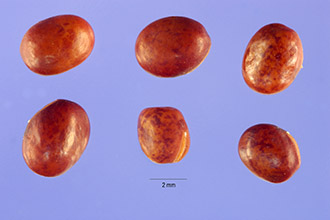
Zaden

De 1-1,8 cm lange bloem is geel en is iets welriekend. De 1 cm lange kelkbuis is tot op de helft gespleten in vijf driehoekige tanden. De plant bloeit in trossen van vijf tot twaalf bloemen op een lange steel. De bloeitijd is van juni tot augustus.
De vrucht van de veldlathyrus is een peul van 2- cm lang en rijpt van juli tot september. De rijpe peul is zwart en bevat vijf tot twaalf zaden. Het duizendkorrelgewicht van de zaden is 11 gram.

## Plantengemeenschap
Veldlathyrus is een kensoort voor de klasse van matig voedselrijke graslanden (Molinio-Arrhenatheretea), een klasse van plantengemeenschappen van matig droge tot natte, matig voedselrijke tot voedselrijke graslanden.

## Namen in andere talen
- Duits: Wiesen-Platterbse
- Engels: Meadow vetchling, Meadow pea
- Frans: Gesse des prés